# Народная прогрессивная партия (Соломоновы Острова)
Народная прогрессивная партия (англ. People's Progressive Party, PPP) — ранее существовавшая политическая партия Соломоновых Островов.

## История
Народно-прогрессивная партия была создана в 1973 году. Первоначально её возглавлял Соломон Мамалони, и, по оценкам, в её состав входило около шести членов Управляющего совета. Позже в том же году были проведены выборы первого главного министра. Мамалони победил Бенедикта Киника из Партии объединённых Соломоновых Островов (USIPA) и сформировал кабинет из членов Народно-прогрессивной партии и беспартийных. В ноябре 1975 года он ушёл после расследования действий, предпринятых без консультации с его кабинетом, однако в декабре был вновь избран. Тогда он сформировал кабинет из пяти членов USIPA, двух от PPP и одного беспартийного. 
До выборов 1976 года Народная прогрессивная партия и Партия объединённых Соломоновых Островов распались. 
В 1979 году объединилась с Партией сельского альянса и образовала Партию народного альянса.